# Bernardia wilburii
Bernardia wilburii är en törelväxtart som beskrevs av Mcvaugh. Bernardia wilburii ingår i släktet Bernardia och familjen törelväxter. Inga underarter finns listade i Catalogue of Life.